# La piccola apocalisse
La piccola apocalisse è un film del 1993 diretto da Costa-Gavras.

## Trama
Due intellettuali parigini aiutano uno scrittore polacco, credendolo sull'orlo del suicidio gli propongono di suicidarsi in piazza San Pietro come gesto di protesta politica in cambio della gloria postuma del suo libro.